# Egron Lundgren
Egron Sellif Lundgren, född 18 december 1815 i Stockholm, död där 16 december 1875, var en svensk konstnär och författare, främst känd för sitt akvarellmåleri. 

## Biografi
Lundgren var son till fabrikören Erik Lundgren och Maria Elisabeth Fåhræus. Han studerade från 1829 vid Teknologiska institutet med inriktning på bergshantering. Därefter arbetade han en tid i Eskilstuna och på Finspångs kanongjuteri.
Han återvände till Stockholm och 1835–1839 studerade han vid Konstakademien. Han hade redan som barn tecknat interiörer i hemmet, läsande eller spelande flickor och porträtt som han färglade i akvarell.
Lundgren började först som oljemålare där han utförde genremålningar och historiska framställningar i tidens anda. Åren 1841 till 1849 bodde han i Italien och 1849 till 1853 i Spanien. I Italien sysselsatte han sig främst med historiemåleri, men målade även folklivsscener. I Spanien, Italien och Indien fann han akvarellen, vars teknik han utvecklade till fullo. Han bosatte sig 1853 i London, där han sedan kom att vara bosatt fram till 1867 och kom att få stora framgångar som porträttmålare.
Med London som utgångspunkt företog han sedan ytterligare resor både till Italien och Spanien, men även till Egypten och Indien. Hans reportagemålningar från sepoyupproret under en resa till Indien 1858-1859 anses utgöra en av höjdpunkterna i hans produktion.
Hans akvarellmåleri utvecklades med åren till en snabb, upplöst teknik i rena, klara färger och lätt penselföring. 1864 invaldes han i Society of painters in watercolours. Efter ett kort uppehåll i Sverige 1860 fortsatte han sina studieresor och besökte under de följande åren bland annat Norge, Egypten, Spanien och Italien. Under sin sista resa till Italiens 1873 studerade han ivrigt medeltida- och ungrenässansens konst.
Sina sista år tillbringade Egron Lundgren i Stockholm men också därifrån fortsatte han sitt resande. Mest känd för en sentida publik har han blivit genom sina brev och dagboksanteckningar, utgivna under titeln En målares anteckningar 1-2.
År 1876, året efter Lundgrens bortgång, instiftades Egron Lundgrens-medaljen eller Egron Lundgrens medalj, ett pris som Konstakademien i Stockholm delar ut till framstående svenska akvarellmålare. Egron Lundgrens väg i Södra Ängby, Stockholm är uppkallad efter honom.
Lundgren finns representerad vid bland annat Nationalmuseum i Stockholm, Norrköpings konstmuseum, Göteborgs konstmuseum, Bohusläns museum, Kulturen, Malmö museer, Nordiska museet och Helsingborgs museer.

### Oljemåleriet

Ett exempel på Lundgrens oljemåleri är detta religiösa motiv föreställande procession vid Kristi Lekamens fest i Rom, målad 1847.

År 1839 reste Lundgren till Paris, där han målade på Léon Cogniets elevateljé. Han kopierade de gamla mästarna i Louvren och utförde ett par oljemålningar, som Grisett i ett fönster, Falstaff (1840) och Porträtt (1841), där det senare var ett självporträtt.
Hösten 1841 reste han till Rom där han bodde tillsammans med andra skandinaver och fick många intryck både av platsen och naturen. På hemresan 1842 reste han via Venedig till Neapel för att åter igen hamna i Rom.
Han hade fått akademiens resestipendium 1843-1849 och besökte München och Wien 1845. Han reste ofta i Italien där han enligt egen utsago ägnade sig "åt de högre konststudier som erfordrades för en historiemålare".
I olja målade han tavlorna Neapolitanska fiskare och Vinskörd (1843). Flicka från Sonino med sin bror (1846), Corpus Dominifesten i Rom (1847). Han tecknade Homeros sjunger för folket och målade även små porträtt som J. A. Josephson och Stäck (1846), O. J. Södermark (1847).

### Akvarellmåleriet

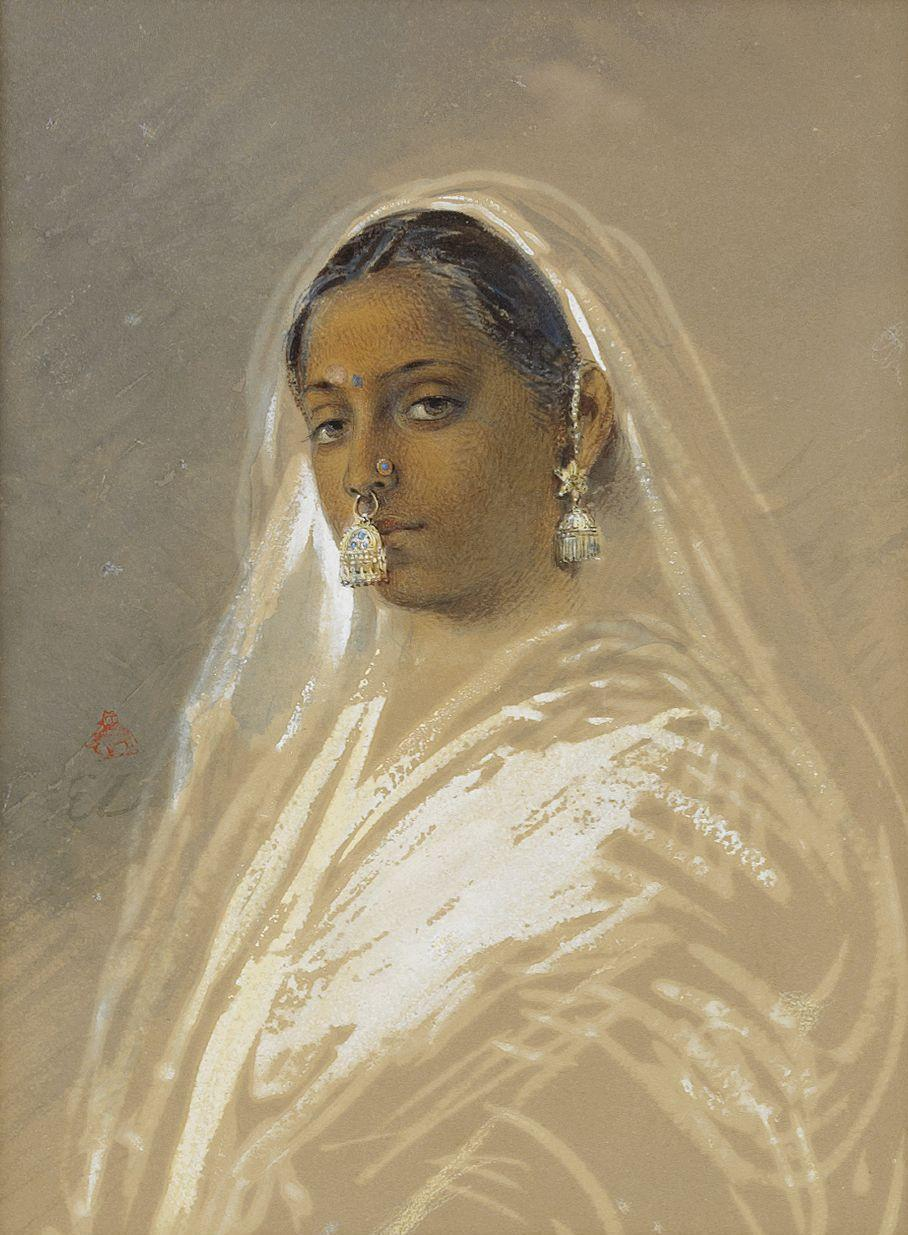
Porträtt målat 1859 i Indien, i akvarell och vit gouache på brunt papper.

Våren 1849 lämnade han Rom för att resa hem till Sverige, men tog vägen via Spanien, genom  Barcelona och Granada, till Sevilla där han stannade från augusti 1849 till maj 1853. Det var under denna tid han övergick till att måla akvarell och övergav tanken på att bli historiemålare. Han influerades av sina engelska kollegor John Phillip och Francis William Topham. Han ägnade sig uteslutande åt att måla det han såg och hämtade inspiration från gator, kyrkor, marknadsliv och folkfester. Han målade bönder, präster, äldre kvinnor, romska flickor och unga damer.
Lundgren var ingen djup natur,[källa behövs] men han hade begåvning för improvisationer och illustrationer i färg och hans skisser hade en direkthet och skärpa. I hans färgbehandling fanns en spelande och sprakande livfullhet som inte hade någon likhet med hans tidigare stela, försiktiga, skarpa och utslipade oljemåleriteknik. Han hade vid den tiden blivit en kolorist som ibland närmade sig ett impressionistiskt uttryck.

### Resa till England

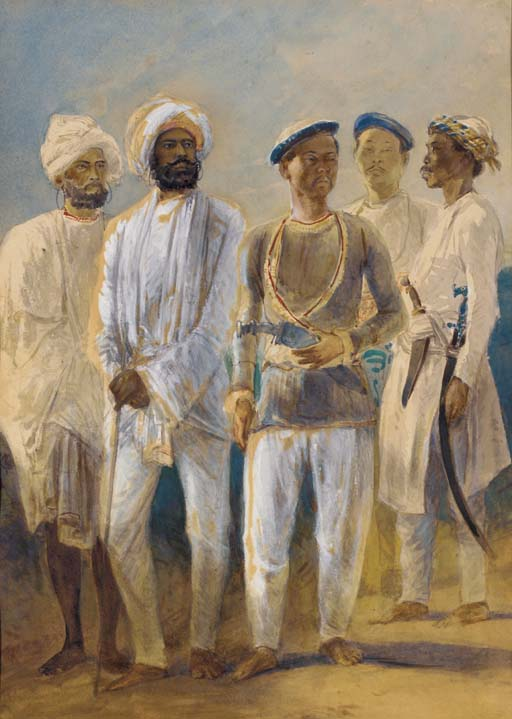
En av reportageteckningarna från sepoyupproret, 1858.

År 1850 blev han ledamot av konstakademien och erbjöds en tjänst som professor 1853, som han dock tackade nej till. Samma år lämnade han Spanien och följde sina engelska vänners uppmaning att besöka London där han introducerades i societeten. Han fick beställningar av drottningen och hade framgång med sina spanska akvareller. Han målade till största delen porträtt av förmögna damer och barn, men även ceremonier vid hovet, kungliga bröllop och dop samt på beställning scener ur Shakespeares skådespel.
På nyåret 1858 fick erbjudande av ett företag i Manchester att resa till Indien för att göra teckningar av sepoyupproret, som just hade brutit ut. Under drottningens beskydd fick han resa med engelska arméns högkvarter. Han återvände till England efter ett år och ställde med stor framgång ut omkring 500 blad som han hade tecknat under resan.
Vid den här tiden hade han inte helt hade övergivit oljemåleriet, vilket verket Spionen förhöres visar och som utförts mycket kraftfullare än hans tidigare måleri i Italien.

### Övriga resor

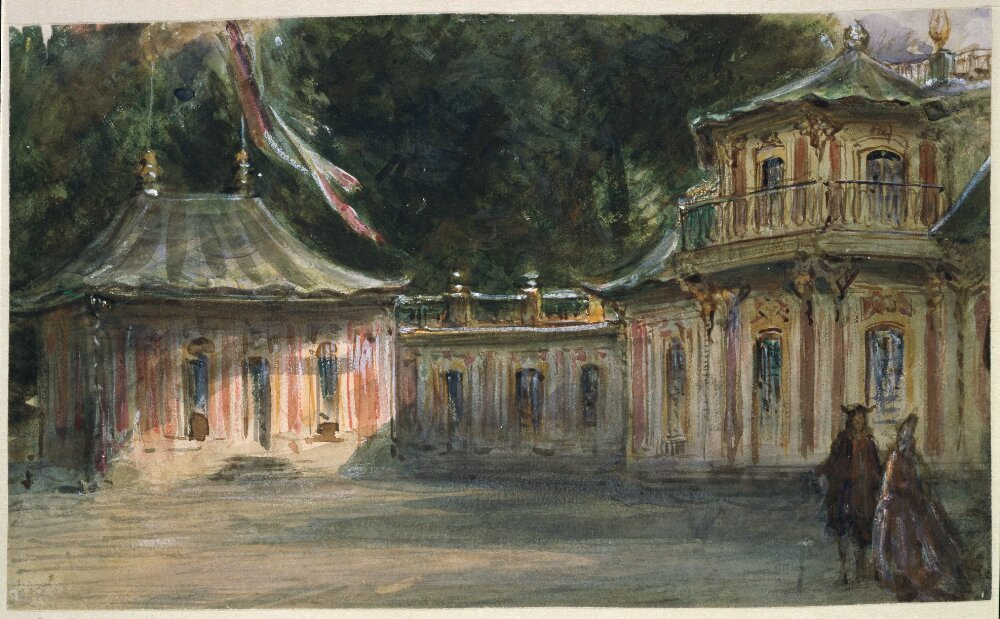
Mot slutet av sitt liv bodde Lundgren i Stockholm, där ett av hans favoritmotiv var Kina slott vid Drottningholm. Denna lätt impressionistiska akvarell härstammar från 1873 och ingår idag i Nationalmuseets samlingar.

Sommaren 1860 besökte Lundgren Sverige efter 21 år utomlands. År 1861 gjorde han en resa i södra Norge och vintern 1861-1862 tillbringade han i Egypten. Åren 1857 och 1862 till 1863 var han i Spanien. Under alla sina resor sysselsatte han sig med att måla allt han upplevde som vackert och intressant, som människor, landskap, stämningar, stadsbilder och interiörer.
Under hela perioden hade han en bostad i London och han deltog flitigt i stadens utställningar och konstliv. Han invaldes 1864 i den ansedda och aristokratiska Society of painters in watercolours som en av endast cirka 30 medlemmar.
År 1865 reste han åter till norra Italien och flyttade hem till Stockholm 1867. När vintern närmade sig reste han till Sevilla och därefter London. Han bodde i Stockholm mellan 1869 och 1871 då han reste till Egypten och därefter Italien där han stannade till 1873. Under den tiden studerade han till största delen ungrenässansenskonst i Perugia och Florens.
Resten av sitt liv bodde han i Sverige där han målade skogsmotiv och svensk natur. Det motiv som intresserade honom mest var dock Kina slott vid Drottningholm.

### Författarskap
Det var under sina sista år som han även blev känd som författare. Ett litet urval av hans brev till sina anhöriga trycktes 1861, uteslutande för vänkretsen och han själv var inte engagerad i urvalet och tryckningen av dessa.
År 1870 gavs En målares anteckningar, Italien och Spanien ut, som var brev från hans första vistelse utomlands. För detta blev han tilldelad Svenska Akademiens mindre skådepenning i guld 1871.
År 1872 gavs boken Indien ut och 1873 Lediga stunder i främmande land, med intryck från vistelsen i Egypten och Italien.
Lundgrens manuskriptsamling, däribland samtliga brev som han skrev till sin bror, testamenterades av brodern till Kungliga biblioteket. Ett omfattande utdrag ur dessa och ur hans övriga brev och papper gavs ut 1905.

## Verk

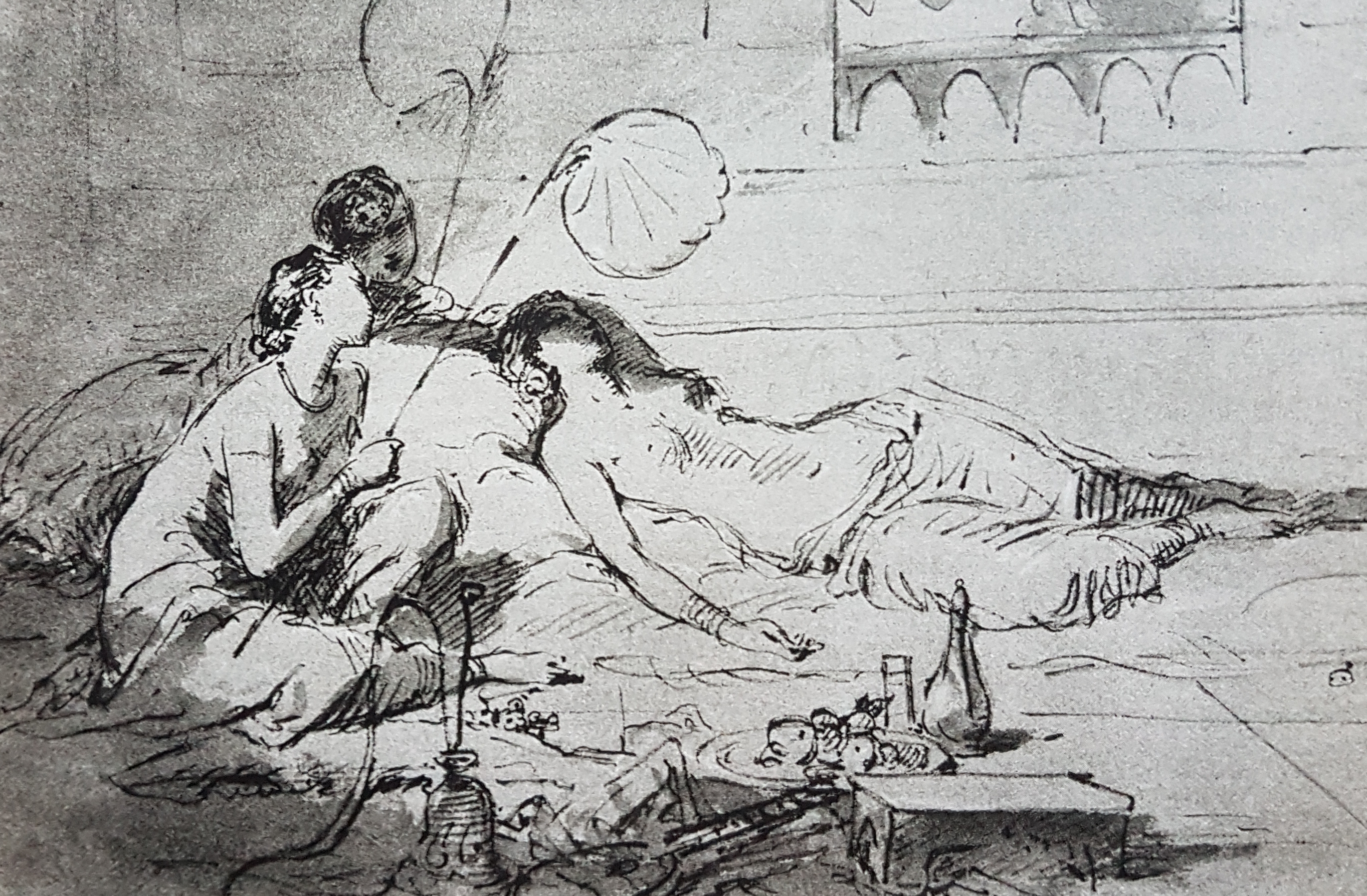
Orientaliskt motiv (u. å.)
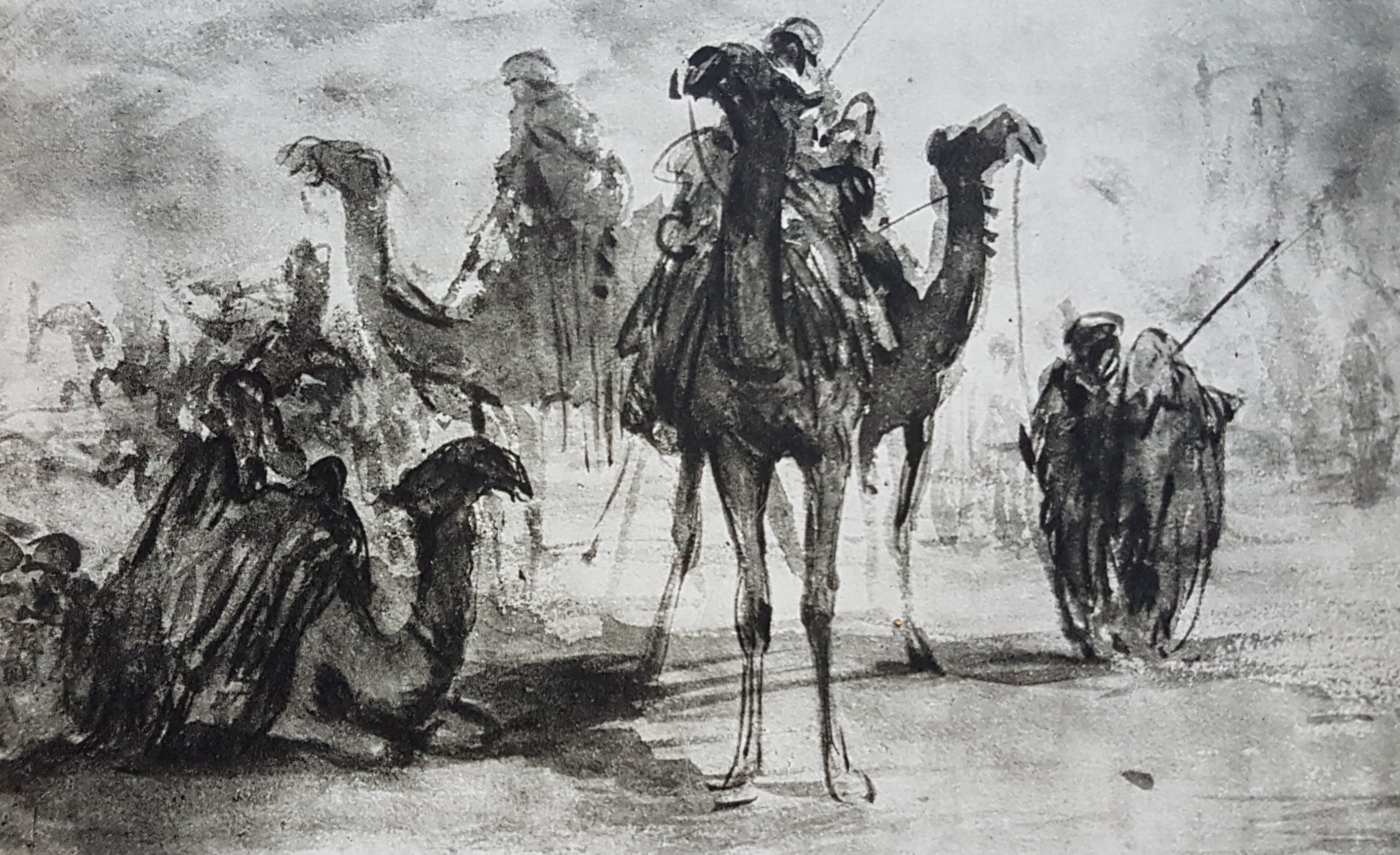
Orientaliskt motiv (u. å.)
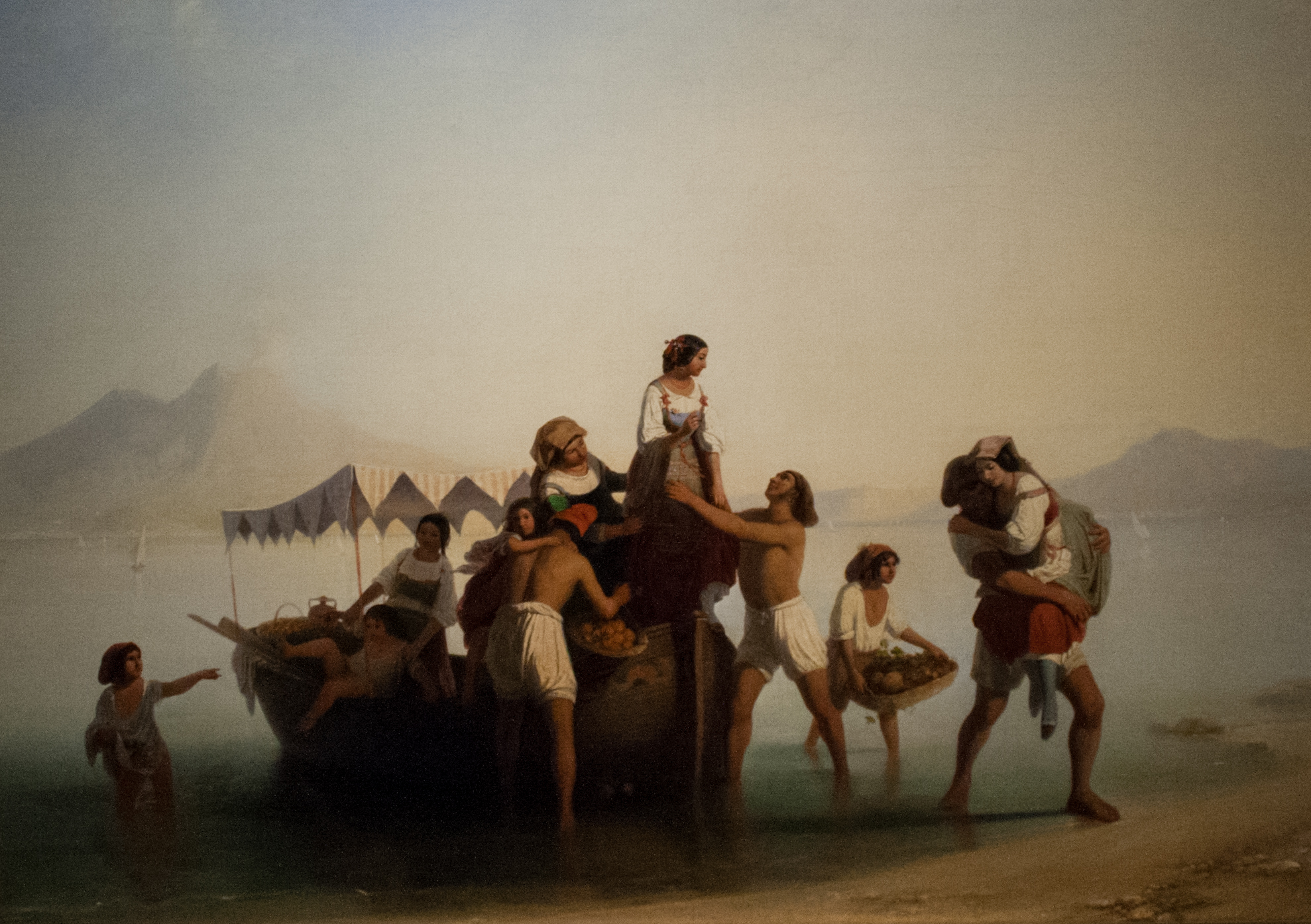
Neapolitanska fruktförsäljare (1843)
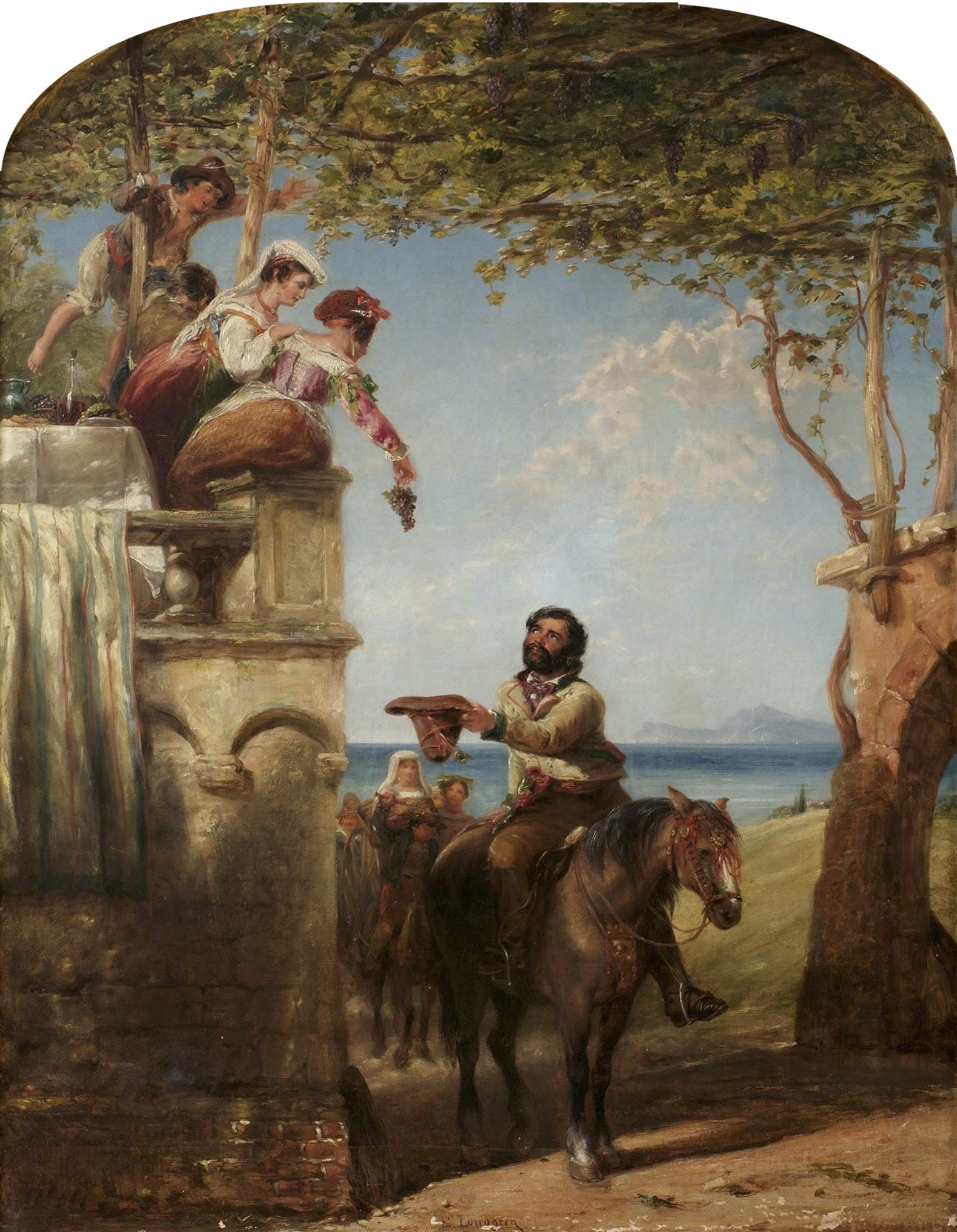
Gåvan (u. å.)
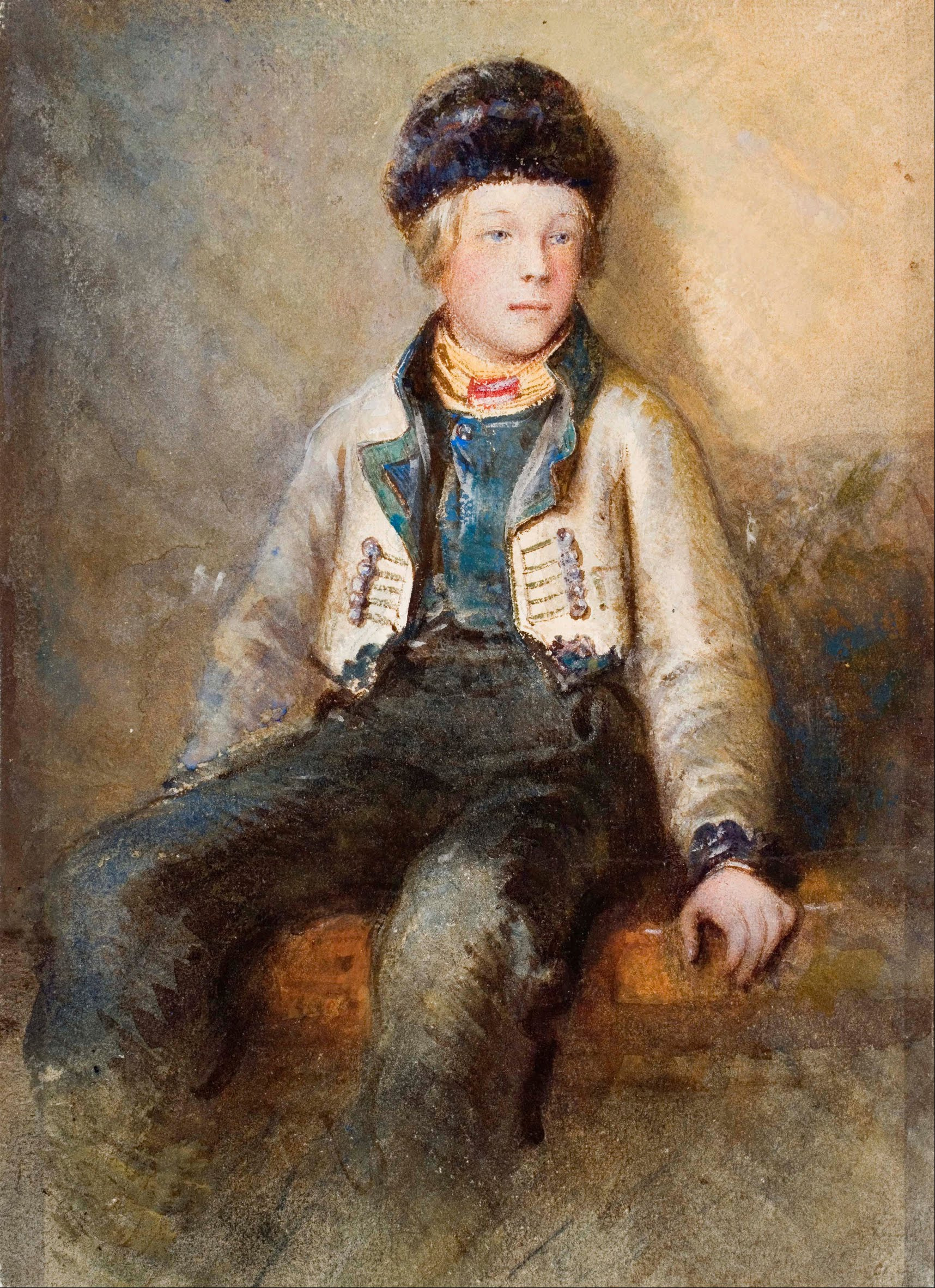
Norsk pojke (1861)
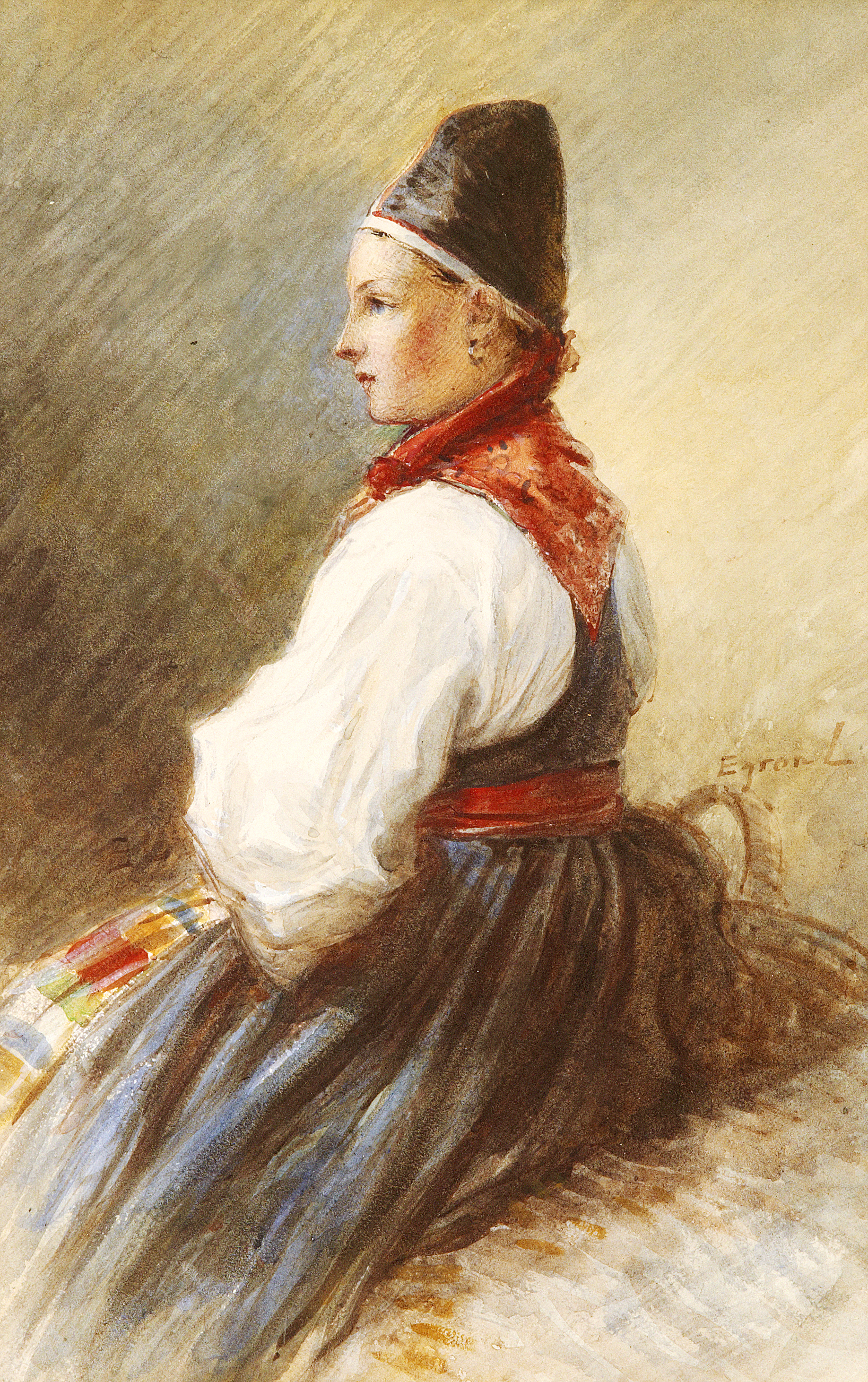
Flicka i folkdräkt (1800-talet)
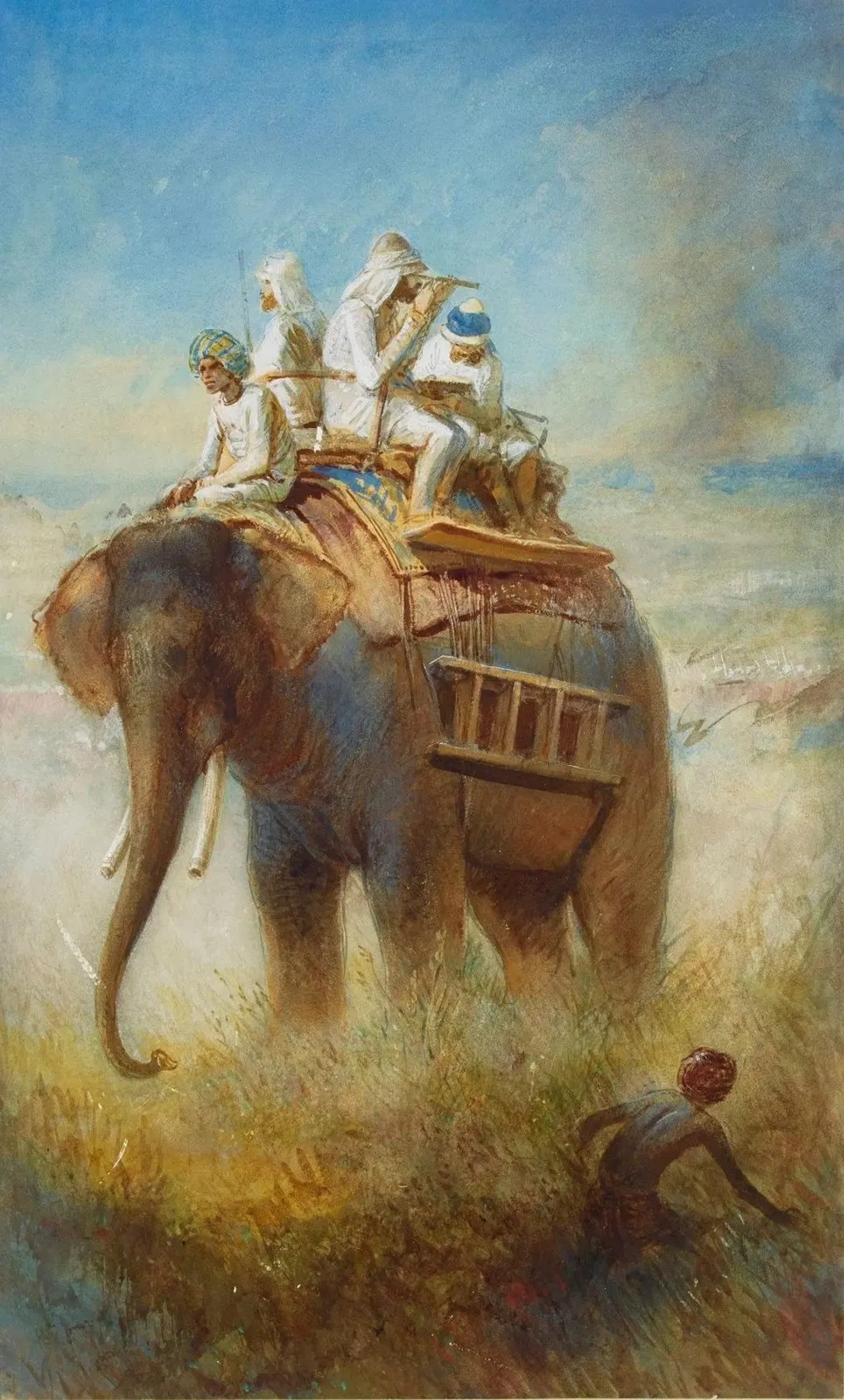
Motiv från Dondiakera (1858-59)
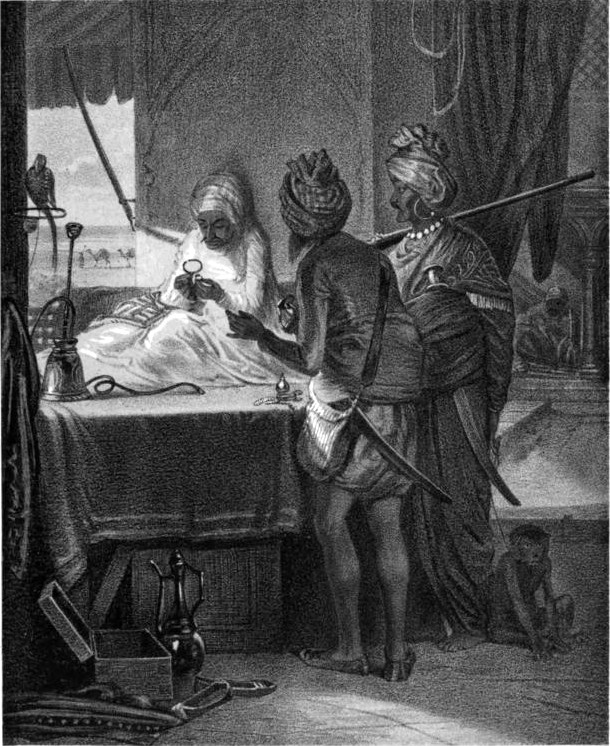
En indisk diamanthandlare (litografi i Litografiskt Allehanda 1865)

### Illustrerade böcker
Lundgren uppträdde som illustratör med bilder till Stephens Bihang till Fritjofs saga (1839), till lady Tenisons Castile and Andalucia (1853), Spanish pictures drawn with pen and pencil i slutet av 1860-talet, Travelling in Spain the present day (illustrerad av John Phillip och Lundgren, 1866) samt till Svenska folksagor av Hyltén-Cavallius och Stephens (1875).